# Paul Eliasberg
Pour les articles homonymes, voir Eliasberg.
Paul Eliasberg né le 17 avril 1907 à Munich et mort le 1er octobre 1983 à Hambourg est un peintre, dessinateur et graveur franco-allemand.

## Biographie
Paul Eliasberg grandit à Munich dans une famille d'exilés russes apatrides.
Son grand-père maternel, Nicolas Wassilieff, né à Saint-Pétersbourg en 1857 fuit la Russie en 1877 en raison de ses activités subversives (détention d'écrits interdits, et implication dans une grève d'ouvriers du textile). Réfugié à Genève en 1878, il mène à l'université de Berne des études de médecine et retourne en Russie en 1906.

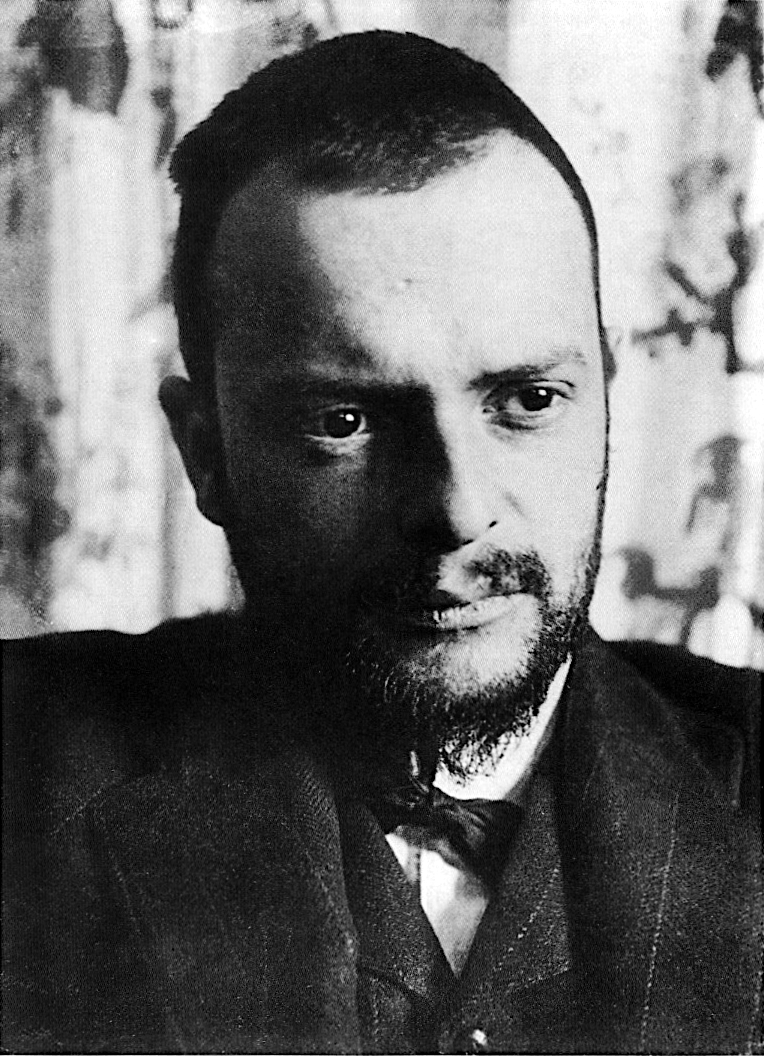
Paul Klee photographie d'Alexander Eliasberg, 1911

Son père Alexander Eliasberg (de) (Alexander Samoïlovitch Eliasberg), né en 1878 à Minsk, qui a dû quitter la Russie en 1917, est historien et traducteur russe-yiddish, notamment d'Alexeï Remizov. Sa mère Zinaïda Nikolaevna Wassiliev (1882-1966), peintre, a étudié en même temps que Paul Klee à l'école privée de peinture de Heinrich Knirr.
A Munich la famille reçoit souvent Henri et Thomas Mann, Stefan Zweig, Paul Klee et divers écrivains et artistes russes. En 1923, la montée du fascisme et le procès fait à la mère de Paul Eliasberg pour propos anti-allemands, la contraint de quitter Munich et elle s'installe à Berlin où Paul Eliasberg s'inscrit à l'école des beaux-arts. Alexander Eliasberg meurt en 1924.
En 1926 Paul Eliasberg part à Paris et à partir de 1928 est élève de Roger Bissière à l'Académie Ranson. Il se lie alors d'amitié avec plusieurs peintres allemands, Charlotte Henschel, Wolfgang Paalen, Hans Reichel, Hans Lamers. Pour des motifs financiers il quitte l'Académie en 1930 et pendant une dizaine d'années réalise pour vivre des encadrements.
En 1939, il sert dans l’Armée française, puis est démobilisé. Juif apatride, il se réfugie en zone libre à Aix-en-Provence avec Jeanne Gedon (1903-1991), artiste peintre née en Bavière qu'il a rencontrée à l'Académie Ranson en 1928 et épousée en 1938, et leur fille Danielle née en 1941, puis en Dordogne où il participe à des actions de résistance.
En 1947, Paul Eliasberg et Jeanne Gedon sont naturalisés français et reviennent à Paris où ils vivent dans des conditions précaires. En 1949, Eliasberg fait un voyage en Israël, en 1956 en Espagne puis en 1957 en Grèce où il retournera régulièrement. Ces voyages seront pour lui des sources d'inspiration. En 1957 il voyage également, après 31 ans d'absence, en Allemagne.
À partir de 1958, Paul Eliasberg commence à avoir une reconnaissance internationale pour ses aquarelles, ses dessins et ses eaux-fortes, réalise de nombreuses expositions en Allemagne et peut se consacrer exclusivement à son travail artistique. Il rencontre au début des années 1960 une nouvelle compagne avec laquelle il partage une grande partie de sa vie sans toutefois divorcer. 
De 1966 à 1969, il enseigne à l'École Städel de Francfort-sur-le-Main. Ses sujets de prédilection sont les paysages et l'architecture gothique, notamment les cathédrales. De 1970 à 1983 il partage son temps entre Paris et Hambourg où il meurt en 1983.
En 2016 Danielle Eliasberg offre au Musée d'Art et d'Histoire de Genève 451 œuvres sur papier de son père.

## L'œuvre gravé
En 1983 est publié le catalogue complet de l’œuvre graphique de Paul Eliasberg (101 œuvres répertoriées à cette année) : Jens Christian Jensen, Paul Eliasberg. Das Gesamtwerk der Druckgraphik ; Vollständiger Katalog aller druckgraphischer Arbeiten 1957-1983, Hambourg, Christians, 1983, 237 p.  (ISBN 3-7672-0822-9).
Autour de 110 gravures de Paul Eliasberg sont conservées à la Bibliothèque nationale de France.

## Expositions individuelles
- 1934 : Paris, Galerie Bonjean.
- 1937 : Paris,  Galerie Druet.
- 1941 : Aix en Provence Galerie de Provence .
- 1950 : Paris, Galerie O.Bosc (préface de Waldemar-George).
- 1956 : Paris, Galerie du Haut-Pavé (préface de Roger Bissière).
- 1959-1961 : Munich,  Lenbachhaus (préface traduite en allemand de Roger Bissière); Kaiserslautern, Pfälzische Landesgewerbeanstalt ; Wuppertal, Musée Von-der-Heydt ; Francfort, Association d'art de Francfort ; Düren, Leopold-Hoesch-Museum; Fribourg-en-Brisgau, Kunstverein ; Heidelberg, Heidelberger Kunstverein ; Wiesbaden. Nassauischer Kunstverein ; Jerusalem, The Bezalel National Art Museum ; Groningen, Musée de Groningue ; Arnhem, Gemeente Museum.
- 1962 : Oldenbourg, Landesmuseum ; Karlsruhe, Galerie Apfelbaum; Brême , Kunsthalle de Brême ; Brunswick, Kunstverein Braunschweig, Haus Salve Hospes.
- 1963 : Stuttgart, Kunstmuseum Stuttgart ; Hagen, Musée Karl-Ernst-Osthaus ; Esch-sur-Alzette (Luxembourg), Galerie Municipale.
- 1964 : Hambourg, Librairie Helmuth von der Höh ; Luxembourg, Galerie Paul Bruck; Hanovre,Kestnergesellschaft (préface de Wieland Schmied), exposition itinérante.
- 1965 : Mülheim, Städtisches Museum, exposition itinérante ; Lûbeck, Overbeck-Gesellschaft, (exposition itinérante) ; Munich, Staatliche Graphische Sammlung (exposition itinérante) ; Heidelberg, Musée palatin de Heidelberg.
- 1966 : Berlin-Pankow, Kunstkabinett am Institut für Lehrerbildung; Zurich, Galerie Daniel Keel.
- 1967 : Düsseldorf, Galerie F.G. Gonzen ; Munich, Galerie Stangl ; Krefeld, Galerie am Bismarckplatz ; Francfort Galerie Vonderbank ; Oldenbourg, Landesmuseum.
- 1968 : Francfort, Galerie F.A.C. Prestel.
- 1970 : Hamelin,  Kunstkreis Hameln ; Worpswede, Worpsweder Kunsthalle ; Karlsruhe, Badischer Kunstverein ; Munich, Institut français.
- 1971 ; Munich, Bayerische Staatsbibliothek ; Munich, Galerie Hans Goltz ; Ulm, Kunstverein ; Ratisbonne, Museum der Stadt.
- 1972 ; Constance, Kunstverein ; Berlin, Galerie Gerda Bassenge (préface de Gerhard Altenbourg) ; Luxembourg, Galerie Paul Bruck ; Hambourg, Kunsthalle de Hambourg ; Düsseldorf, Galerie Ursus-Presse.
- 1974 ; Hambourg, Galerie in Flottbeck ; Kiel, Kunsthalle zu Kiel & Schleswig-Holsteinischer Kunstverein ; Munich, Staatliche Graphische Sammlung ;Lyon, Galerie K..
- 1975 : Heidelberg, Musée palatin de Heidelberg.
- 1976 : Munich, galerie Edition Wittemann ; San Francisco, États-Unis, Goethe Institut.
- 1977 : Bonn, Bücherstube am Theater ;  Hagen, Hagener Kunstkabinett.
- 1978 : Berlin Est, Académie des arts de la RDA (préface de Ludwig, Horst-Jörg).
- 1979 ; Hambourg, Galerie in Flottbek ; Ulm, Stadtbibliothek im Schwörhaus ; Munich, Karl & Faber (catalogue).
- 1981 : Bonn, Bonner Kunsthaus ; Paris, Galerie de l’Ermitage.
- 1982 : Berlin, Galerie Lietzow ; Albstadt, Städtische Galerie Albstadt.
- 1983 ; Munich Galerie Jentsch.
- 1984 : Munich, BMW Galerie ; Berlin Est, Académie des arts de la RDA ; Munich Galerie Dube Heinig (jusqu’en 2007).
- 1986 : Rendsburg, Rendsburger Kulturkreis und Dresdner Bank AG Filiale Rendsburg.
- 1987 : Kaiserslautern, Pfalzgalerie ; Mayence, Musée régional de Mayence.
- 1988 : Nuremberg, Germanisches Nationalmuseum.
- 1989 : Munich, Staatliche Graphische Sammlung, Neue Pinakothek.
- 1990 : Dresde,  Kupferstich Kabinet
- 2016 : Altenbourg, Lindenau-Museum[7].
- 2017 : Bayreuth, Kunstmuseum Bayreuth (catalogue).
- 2019 : Genève, Cabinet d'arts graphiques[8] (catalogue).

## Œuvres dans les musées et collections publiques
- Berlin, Académie des arts de Berlin

- Genève, Musée d'Art et d'Histoire de Genève :
  - 451 œuvres[9]

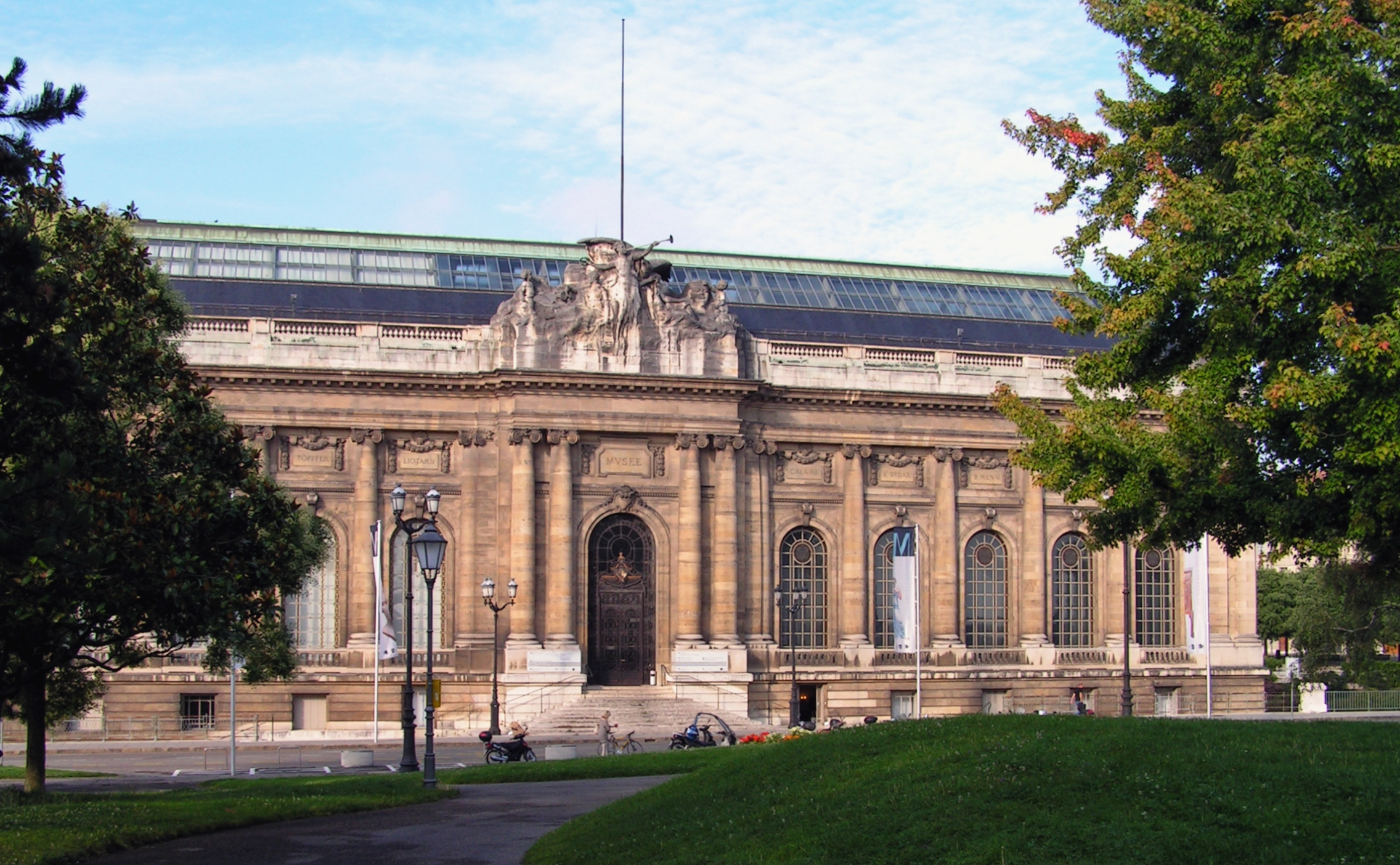
Le Musée d'Art et d'Histoire de Genève

- Nurenberg, Germanisches Nationalmuseum :
- Paris, Centre Pompidou[10] :
  - Paysage avec figures, 1936, huile sur toile, 65 x 80,8 cm, n° inventaire AM 5068 P
  - Portrait de Serge Charchoune, encre sur papier, 21 x 13,5 cm,  n° inventaire 1976-674
- Philadelphie, Philadelphia Museum of Art :
  - Photographies par Georges Allié de 3 œuvres de Paul Eliasberg, c. 1946[11]